# Neugattersleben

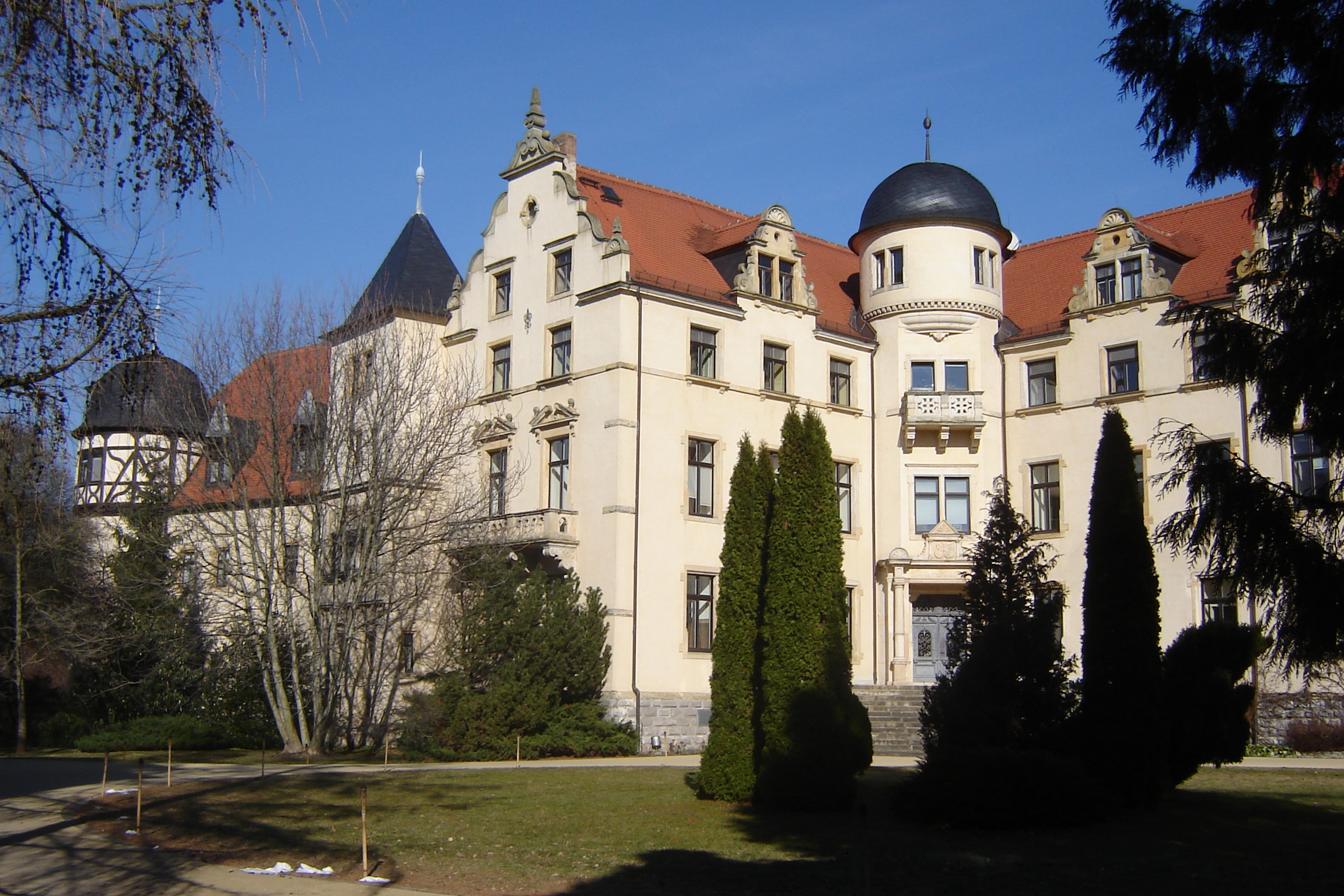
Schloss

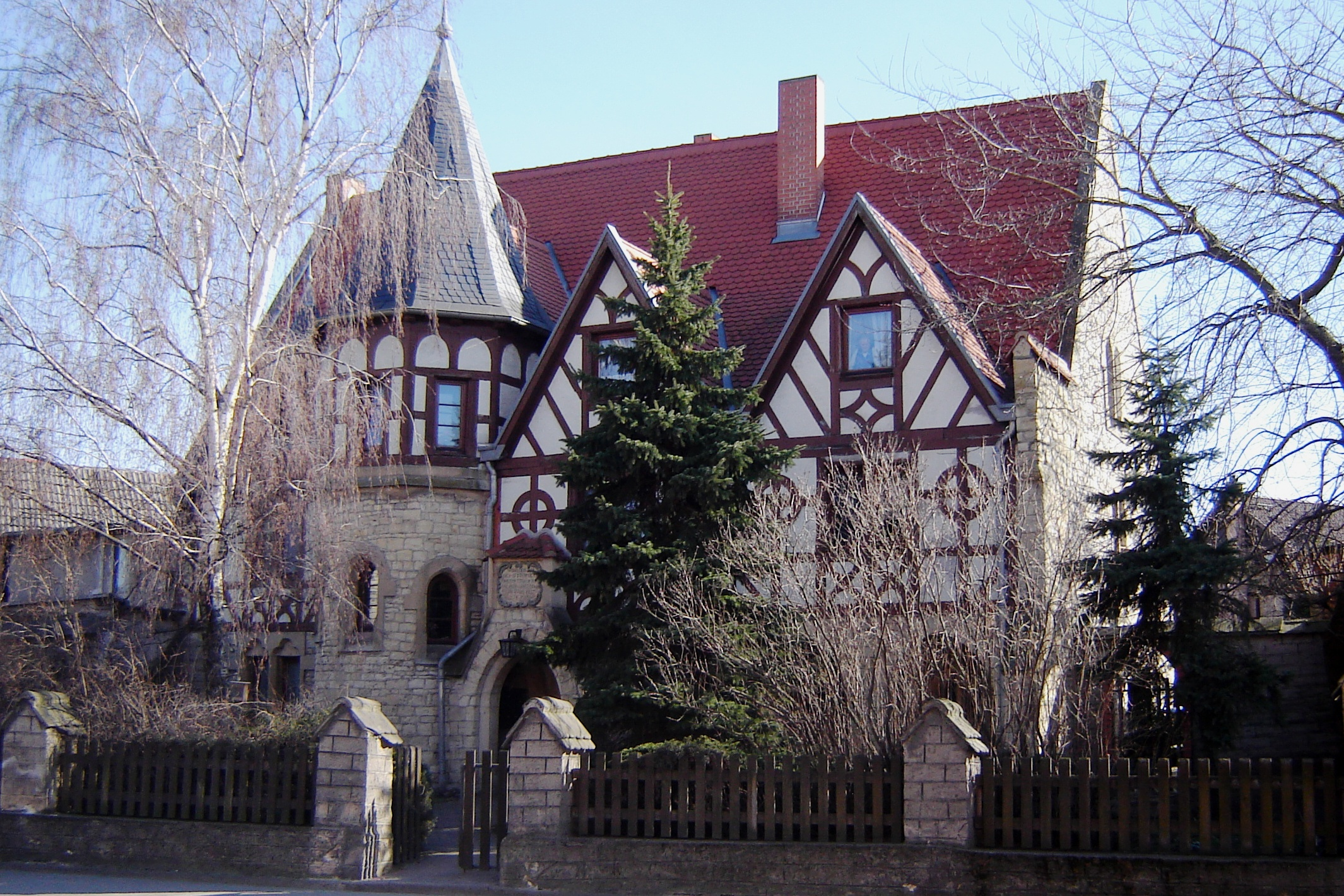
Hospital „Spittel“

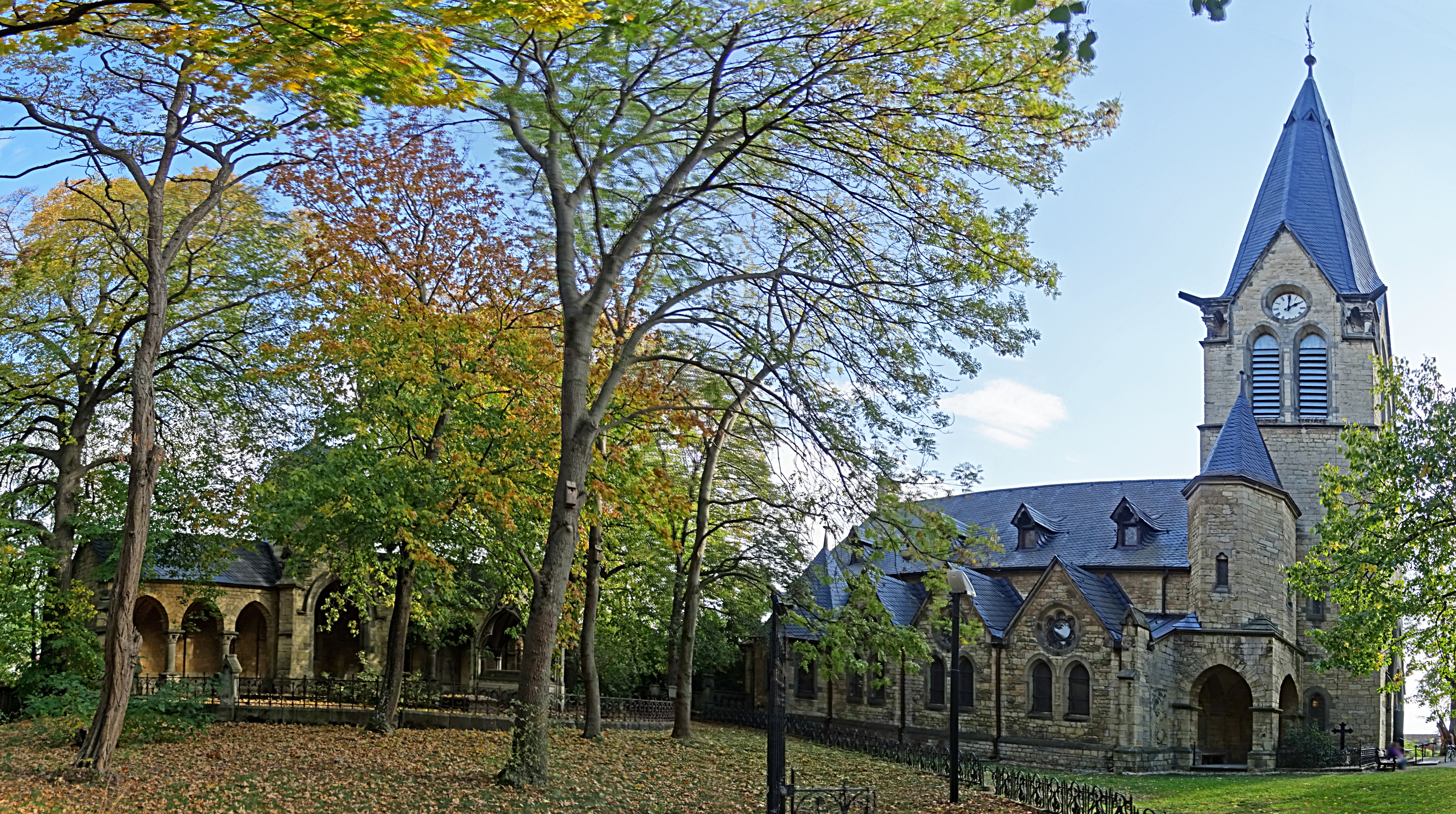
Mausoleum und St.-Gertrud-Kirche

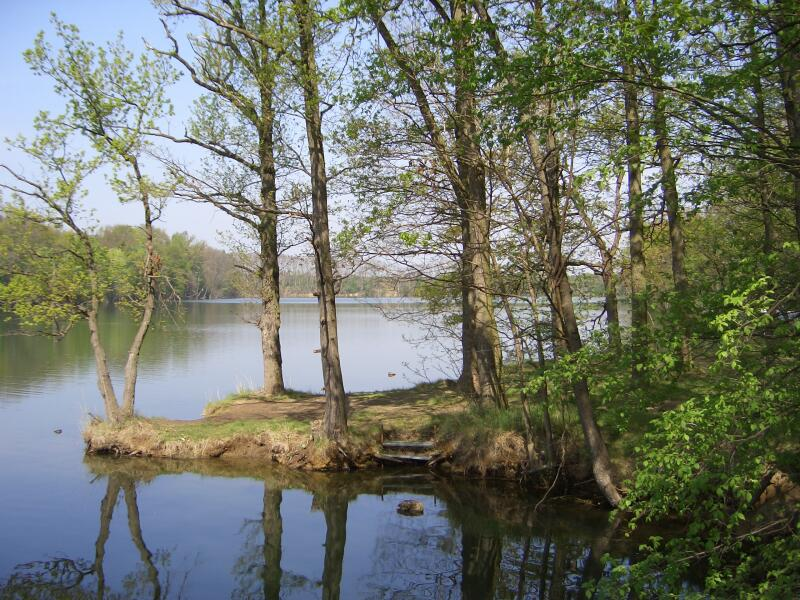
Schachtsee

Neugattersleben ist ein Ortsteil der Stadt Nienburg (Saale) im Salzlandkreis in Sachsen-Anhalt, Deutschland.

## Geografie
Neugattersleben liegt nordwestlich von Bernburg (Saale) an der Bode in der Magdeburger Börde.

## Geschichte
Neugattersleben wurde erstmals im Jahr 1164 urkundlich erwähnt. Die Ortsgeschichte ist eng mit dem Schloss Neugattersleben verknüpft.
Am 30. September 1928 wurde der Gutsbezirk Neugattersleben mit der Landgemeinde Hohendorf zur Landgemeinde Neugattersleben-Hohendorf im Landkreis Calbe a./S. zusammengeschlossen. Am 12. September 1939 wurde Gemeindename durch den Oberpräsidenten der Provinz Sachsen von Neugattersleben-Hohendorf in Neugattersleben geändert.
Durch einen Gebietsänderungsvertrag hat der Gemeinderat der Gemeinde Neugattersleben am 26. August 2008 beschlossen, dass die Gemeinde Neugattersleben in die Stadt Nienburg (Saale) eingemeindet wird. Dieser Vertrag wurde vom Landkreis als unterer
Kommunalaufsichtsbehörde genehmigt und trat am 1. Januar 2010 in Kraft.
Nach Eingemeindung der bisher selbständigen Gemeinde Neugattersleben wird Neugattersleben Ortsteil der Stadt Nienburg (Saale). Für die eingemeindete Gemeinde wird die Ortschaftsverfassung nach den §§ 86 ff. der Gemeindeordnung Sachsen-Anhalt eingeführt. Die eingemeindete Gemeinde Neugattersleben und künftige Ortsteil Neugattersleben wird zur Ortschaft der aufnehmenden Stadt Nienburg (Saale). In der eingemeindeten Gemeinde und nunmehrigen Ortschaft Neugattersleben wird ein Ortschaftsrat mit sieben Mitgliedern einschließlich Ortsbürgermeister gebildet.

## Politik

### Wappen
Laut Auskunft aus dem Landeshauptarchiv Magdeburg verfügt Neugattersleben über kein genehmigtes Wappen.

## Kultur und Sehenswürdigkeiten

### Bauwerke
- Schloss Neugattersleben
- Kirche Neugattersleben St. Gertrud mit Mausoleum (Erbbegräbnis für die Familie von Alvensleben)
- Wassermühle Neugattersleben
- Hospital
- Kaiser Wilhelm-Turm
- Chaussee- und Feldwegbrücke

### Gewässer
In Neugattersleben gibt es folgende Gewässer:
- Schachtsee Neugattersleben
- Bode und Bodekanal
- Kolk (Schlosspark)

### Weitere Ausflugsziele
- Ökostation Neugattersleben
- Acamed Resort Neugattersleben
- Schlosspark Neugattersleben
- Schachtsee Neugattersleben

## Wirtschaft und Infrastruktur

### Verkehr
Die Bundesautobahn 14, die von Halle (Saale) nach Magdeburg führt, verläuft westlich von Neugattersleben, wo in unmittelbarer Nähe die Anschlussstelle 9 Straßfurt liegt. Der Bahnhof Neugattersleben lag an der Bahnstrecke Berlin–Blankenheim („Kanonenbahn“), die inzwischen stillgelegt ist.
Durch den Ort verläuft der Europaradweg R1, der das französische Boulogne-sur-Mer mit Sankt Petersburg in Russland verbindet.

## Persönlichkeiten

### Söhne und Töchter der Gemeinde
- Rudolf Anton von Alvensleben (1688–1737), hannoverscher Minister
- Ludwig von Alvensleben (1805–1869), Besitzer des Gutes Neugattersleben und Mitglied des preußischen Herrenhauses
- Werner von Alvensleben-Neugattersleben (1840–1929), Besitzer des Fideikommiss Neugattersleben, preußischer Kammerherr und Schlosshauptmann von Quedlinburg
- Hans Bodo von Alvensleben-Neugattersleben (1882–1961), Gutsbesitzer und Präsident des Deutschen Herrenklubs
- Wilhelm Kamlah (1905–1976), deutscher Historiker, Theologe, Musikwissenschaftler und Philosoph
- Wolfgang Domröse (* 1948), deutscher Maler und Grafiker
- Waldemar Cierpinski (* 1950), Olympiasieger im Marathonlauf